# Lothar Kuhn
Lothar Kuhn (* 30. April  1946 in Halle (Saale); † 13. Januar 2017) war ein deutscher Szenenbildner und Architekt, der für die DEFA eine Vielzahl an Fernseh- und Spielfilmen als Filmarchitekt entwarf und bis zu seinem Tod als Szenenbildner und Architekt tätig war.

## Leben
Nach der Berufsausbildung zum Maurer mit Abitur in Aue absolvierte er sein Architekturstudium an der Bauhaus-Universität Weimar und arbeitete dort anschließend als Wissenschaftlicher Assistent mit Promotion (Doktor).
Aus Ambition und Liebe zum kreativen Arbeiten kam er, auf Vermittlung durch Szenenbildner Alfred Hirschmeier, zum Film und arbeitete ab 1978 im DEFA-Filmstudio Babelsberg als Filmarchitekt. Er war ab 1982 als Filmszenenbildner von z. T. sehr aufwendigen Großproduktionen (u. a. Ernst Thälmann, Albert Einstein) tätig. Ebenso hat er mehrere internationale Großproduktionen des DEFA Studios wie: Die Mahnung, Anna Pawlowa und Der Sieg szenografisch vorbereitet und realisiert.
In seiner Arbeit als Szenograf und Architekt konnte er das Konzept, Design und Bauausführung für die STUDIO-Tour und den späteren Filmpark Babelsberg realisieren.
Die Tätigkeit als Filmszenograf und Architekt für Eventdesign mit außergewöhnlichen Ausstattungsvorgaben und Wünschen der Freizeitinszenierung stellten ebenso, neben seiner Tätigkeit als Hochbauarchitekt, das weite Arbeitsspektrum dar.

## Filmografie

### Kinofilme
- 1979:    Solo Sunny, Szenbild mit A. Hirschmeier / Regie K. Wolf / DEFA-Spielfilmst.
- 1980:    Levins Mühle, Szenb. mit G.Wratsch / Regie H. Seemann / DEFA-Spielfilmst.
- 1982:    Platz oder Sieg, Regie C.Dobberke / DEFA-Spielfilmstudio
- 1982:    Die Mahnung, 2 Teile Regie J.A.Bardem / DEFA Koproduktion Sowj., Bulgarien
- 1983:    Weiberwirtschaft, Re. P.Kahane / DEFA
- 1983:    Anna Pawlowa, Regie E.Lotjanu / DEFA Koproduktion Sowjet., Moldawien
- 1983/84: Der Sieg (Pobeda), 2 Teile / Regie J.Madwejew / DEFA Koproduktion Sowjetunion
- 1991:    Der Verdacht, Szenb. mit F.Hirschmeier / Reg. F.Beyer / DEFA

### Fernsehfilme
- 1983/84: Ganz in Familie, 3 Teile / Regie C. Petzold / DEFA-Spielfilm
- 1984/85: Ernst Thälmann, 2 Teile / Regie G. Schiemann / DEFA-Spielfilm
- 1987: Vera, Der Schwere Weg der Erkenntnis, 3 Teile / Regie H.Seemann / DEFA-Spielfilm
- 1989: Katharina - Polizeiruf 110, Regie G.Schiemann / DEFA-Spielfilm
- 1990: Albert Einstein, 2 Teile / Regie G.Schiemann / DEFA / DDR-Fernsehen
- 1990: Abenteuer eines Friedfertigen, Regie P.Hill / DEFA / DDR-Fernsehen
- 1991: Europäischer Filmpreis, Szenenbild mit D.Flimm / Regie Arndt / DEFA
- 1992: 75 Jahre UFA, Regie H.Blumenberg / DEFA / ZDF
- 1992: Kesseltreiben, Tatort / Regie P.Schulze-Rohr / ARD
- 2001: Verhängnisvolle Begierde, Tatort / Regie M.Lähn / ARD / MDR
- 2001: Zahltag, Tatort / Regie P.Bringmann / ARD / SFB
- 2006: Napoleon und die Deutschen, 4 Teile Doku-Fiction / Regie G.Schiemann / ARD / ARTE / MDR
- 2006: Damals in der DDR – Die Stasi, Docu-Fiction / Regie K.Laske / MDR
- 2007: Damals nach dem Krieg, 4 Teile Doku-Fiction / Regie K.Laske / MDR
- 2009: Luise, Königin der Herzen, Regie G.Schiemann / Doku-Fiction / NDR / ARTE

### Event-/Ausstellungsdesign
- 1993–97 Filmpark Babelsberg ehem. Studio Tour Babelsberg Konzeption, Design, Bauleitung

(„Caligari-Halle“ / „Palast des Sultans“ (Der kleine Muck) / „Showscan Actionkino“ / Biergarten / Sandmann-Ausstellung / U-Boot / Westernstrasse / Tiershow / „Golem-Stadt“)
- 1997–2003/10 Filmpark Babelsberg Konzeption, Design, Bauleitung

(Eingangstor / Restaurant „Prinz Eisenherz“ / Janosch-Welt „Panama“ / Stunt-Show „Vulkan“ / „Radio Teddy“ / Sandmann-Ausstellung Erweiterung)
- 2006/07 Freizeitpark El Dorado Templin / Neukonzeption / Design Eventarchitektur

## Auszeichnungen
- 1986 Nationalpreis der DDR II. Klasse im Kollektiv für „Ernst Thälmann“

## Belege
1. ↑  Newsletter der DEFA-Stiftung im Februar 2017. 8. Februar 2017, archiviert vom Original (nicht mehr online verfügbar) am 11. Februar 2017; abgerufen am 8. Februar 2017.

| Personendaten    | Personendaten                         |
| ---------------- | ------------------------------------- |
| NAME             | Kuhn, Lothar                          |
| KURZBESCHREIBUNG | deutscher Szenenbildner und Architekt |
| GEBURTSDATUM     | 30. April 1946                        |
| GEBURTSORT       | Halle (Saale)                         |
| STERBEDATUM      | 13. Januar 2017                       |